# Abu Dhabi Women's Tennis Open 2021
Abu Dhabi Women's Tennis Open 2021 là một giải quần vợt nữ thi đấu trên mặt sân cứng ngoài trời. Đây là lần thứ 1 giải đấu được tổ chức và là một phần của WTA 500 trong WTA Tour 2021. Giải đấu diễn ra tại Zayed Sports City International Tennis Centre ở Abu Dhabi, từ ngày 6 đến ngày 13 tháng 1 năm 2021.

## Điểm và tiền thưởng

### Phân phối điểm
| Sự kiện | VĐ  | CK  | BK  | TK  | Vòng 1/16 | Vòng 1/32 | Vòng 1/64 | Q  | Q2 | Q1 |
| Đơn     | 470 | 305 | 185 | 100 | 55        | 30        | 1         | 25 | 13 | 1  |
| Đôi     | 470 | 305 | 185 | 100 | 55        | 1         | —         | —  | —  | —  |

### Tiền thưởng
| Sự kiện | VĐ      | CK      | BK      | TK      | Vòng 1/16 | Vòng 1/32 | Vòng 1/64 | Q2     | Q1     |
| Đơn     | $68,570 | $50,130 | $26,745 | $12,675 | $6,480    | $4,100    | $2,500    | $1,925 | $1,000 |
| Đôi*    | $20,890 | $13,370 | $8,350  | $4,310  | $2,670    | $2,020    | —         | —      | —      |

*mỗi đội

## Nội dung đơn

### Hạt giống
| Quốc gia | Tay vợt               | Xếp hạng1 | Hạt giống |
| -------- | --------------------- | --------- | --------- |
| USA      | Sofia Kenin           | 4         | 1         |
| UKR      | Elina Svitolina       | 5         | 2         |
| CZE      | Karolína Plíšková     | 6         | 3         |
| BLR      | Aryna Sabalenka       | 10        | 4         |
| ESP      | Garbiñe Muguruza      | 15        | 5         |
| KAZ      | Elena Rybakina        | 19        | 6         |
| BEL      | Elise Mertens         | 20        | 7         |
| CZE      | Markéta Vondroušová   | 21        | 8         |
| GRE      | Maria Sakkari         | 22        | 9         |
| EST      | Anett Kontaveit       | 23        | 10        |
| USA      | Jennifer Brady        | 24        | 11        |
| CZE      | Karolína Muchová      | 27        | 12        |
| KAZ      | Yulia Putintseva      | 28        | 13        |
| USA      | Amanda Anisimova      | 30        | 14        |
| TUN      | Ons Jabeur            | 31        | 15        |
| CRO      | Donna Vekić           | 32        | 16        |
| RUS      | Ekaterina Alexandrova | 33        | 17        |

- 1 Bảng xếp hạng vào ngày 21 tháng 12 năm 2020

### Vận động viên khác
Bảo toàn thứ hạng:
- Yaroslava Shvedova
- Zhu Lin

Thay thế:
- Ulrikke Eikeri

Vượt qua vòng loại:
- Kateryna Bondarenko
- Anna Bondár
- Anastasia Gasanova
- Amandine Hesse
- Lucie Hradecká
- Lucrezia Stefanini
- Bianca Turati
- Yang Zhaoxuan

Thua cuộc may mắn:
- Jodie Burrage
- Valentini Grammatikopoulou
- Despina Papamichail

### Rút lui
Trước giải đấu
- Amanda Anisimova → thay thế bởi  Ulrikke Eikeri
- Belinda Bencic → thay thế bởi  Vera Zvonareva
- Sorana Cîrstea → thay thế bởi  Despina Papamichail
- Danielle Collins → thay thế bởi  Tamara Zidanšek
- Fiona Ferro → thay thế bởi  Jodie Burrage
- Caroline Garcia → thay thế bởi  Jasmine Paolini
- Svetlana Kuznetsova → thay thế bởi  Wang Xiyu
- Elise Mertens → thay thế bởi  Valentini Grammatikopoulou
- Jeļena Ostapenko → thay thế bởi  Marta Kostyuk
- Kateřina Siniaková → thay thế bởi  Aliaksandra Sasnovich
- Patricia Maria Țig → thay thế bởi  Anastasia Potapova
- Alison Van Uytvanck → thay thế bởi  Jamie Loeb
- Zheng Saisai → thay thế bởi  Leylah Annie Fernandez

Trong giải đấu
- Karolína Muchová

### Bỏ cuộc
- Kirsten Flipkens

## Nội dung đôi

### Hạt giống
| Quốc gia | Tay vợt          | Quốc gia | Tay vợt             | Xếp hạng1 | Hạt giống |
| -------- | ---------------- | -------- | ------------------- | --------- | --------- |
| TPE      | Hsieh Su-Wei     | CZE      | Barbora Krejčíková  | 8         | 1         |
| BEL      | Elise Mertens    | BLR      | Aryna Sabalenka     | 11        | 2         |
| USA      | Nicole Melichar  | NED      | Demi Schuurs        | 23        | 3         |
| BEL      | Kirsten Flipkens | FRA      | Kristina Mladenovic | 33        | 4         |
| JPN      | Shuko Aoyama     | JPN      | Ena Shibahara       | 45        | 5         |
| CHI      | Alexa Guarachi   | USA      | Desirae Krawczyk    | 51        | 6         |
| CHN      | Xu Yifan         | CHN      | Yang Zhaoxuan       | 64        | 7         |
| USA      | Hayley Carter    | BRA      | Luisa Stefani       | 68        | 8         |

- Bảng xếp hạng vào ngày 21 tháng 12 năm 2020

### Vận động viên khác
Bảo toàn thứ hạng:
- Kateryna Bondarenko /  Nadiia Kichenok
- Elena Rybakina /  Yaroslava Shvedova

Thay thế:
- Jasmine Paolini /  Martina Trevisan
- Nadia Podoroska /  Sara Sorribes Tormo

### Rút lui
Trước giải đấu
- Elise Mertens /  Aryna Sabalenka → thay thế bởi  Nadia Podoroska /  Sara Sorribes Tormo
- Kirsten Flipkens /  Kristina Mladenovic → thay thế bởi  Jasmine Paolini /  Martina Trevisan

Trong giải đấu
- Karolína Muchová /  Markéta Vondroušová

## Nhà vô địch

### Đơn
- Aryna Sabalenka đánh bại  Veronika Kudermetova, 6–2, 6–2

### Đôi
- Shuko Aoyama /   Ena Shibahara đánh bại  Hayley Carter /  Luisa Stefani, 7–6(7–5), 6–4